# 1493 Sigrid
1493 Sigrid  (1938 QB) là một tiểu hành tinh vành đai chính được phát hiện ngày 26 tháng 8 năm 1938 bởi E. Delporte ở Uccle. Nó được đặt theo tên vợ của nhà thiên văn học Hoa Kỳ Bengt Georg Daniel Strömgren.